# MindTrap
MindTrap è una serie di giochi di pensiero laterale realizzati in Canada, è il prodotto principale della MindTrap Games.
Il regolamento è molto semplice: alternativamente, un giocatore (o una squadra) pone un enigma, stampato su una delle apposite carte, all'altro giocatore (o squadra). La risposta alla stessa è stampata sul retro della carta e può essere letta dallo sfidante. Se il giocatore (o la squadra) sfidato/a risponde correttamente, tira un dado a sei facce (di cui tre con valore 1, due con valore 2, una con valore 3) e avanza del corrispondente numero di caselle su un percorso prestampato. È possibile assegnare anche una quantità di tempo massimo per rispondere alla domanda. Dopodiché, i ruoli si invertono. È possibile decidere il giocatore iniziale con un normale tiro di dado.
La vittoria è assegnata al giocatore o alla squadra che raggiunge l'ultima casella.
Alcune carte presentano un piccolo rombo nero, che significa la possibilità, da parte dello sfidato, di porre domande a risposta chiusa (sì/no) come aiuto per la risposta.
Il gioco originale contiene solo domande di pensiero laterale o logico; le successive edizioni contengono anche quesiti di logica grafica.
Le domande presentano spesso uno scenario molto ampio, per distrarre il giocatore dal problema vero e proprio, fornire falsi indizi, deviarlo dalla corretta soluzione, specialmente se semplice e banale. Qualche domanda prevede la presenza di un'immagine.
Moltissimi scenari presentano alcuni personaggi ricorrenti, dai nomi buffi e che identificano immediatamente il ruolo del personaggio e il tipo di enigma che va a presentarsi: i più frequenti sono il Tenente Tenebra, che deve risolvere casi di assassinii, truffe o furti che includono personaggi come Arturo Ambiguo o Totò Cicchetto; il Mago Sparisco, che propone la risoluzione di trucchetti di prestidigitazione; il signor Ardi Mentoso, i cui enigmi hanno sempre a che fare con la matematica; Gigi Fanfarone, che racconta spesso bugie; l'albergo Picche-Fiori, in cui si svolgono molte delle situazioni narrate.
Le domande sono scritte in inglese-canadese, con terminologia e accenti canadesi: questo in genere crea problemi nelle traduzioni in altre lingue.